# Diane Wilson
Diane Wilson sinh ra ở Quận Calhoun, Texas, là một nhà hoạt động môi trường, chống chiến tranh và nhà viết sách người Hoa Kỳ.

## Hoạt động
Diane Wilson là thế hệ thứ tư của một gia đình đánh tôm. Bà đã theo đi đánh tôm dọc bờ biển Texas từ lúc 8 tuổi và trở thành thuyền trưởng lúc 24 tuổi.
Năm 1989, bà đọc một bài báo của hãng thông tấn Associated Press, nói quận mình có lượng phế thải độc nhiều nhất nước Mỹ. Wilson bắt đầu mở một chiến dịch chống lại tập đoàn nhựa Formosa, một tập đoàn công nghiệp hóa học đang xây một xưởng chế tạo PVC (polyvinyl chloride) gần quận của bà, với những chiến thuật bao gồm nhiều cuộc tuyệt thực và cả đánh chìm thuyền mình để gây sự chú ý đến vấn đề này. Năm 1994 bà đạt được thỏa hiệp "zero discharge" (nước được xử lý để dùng trở lại, không thải ra môi trường) từ Formosa và Alcoa.
Wilson cũng đã phản đối tại những buổi họp liên quan tới vụ tràn dầu Deepwater Horizon, cũng như đã phản đối để ủng hộ những nạn nhân của thảm họa Bhopal 1984 ở Bhopal, Ân Độ.
Năm 2005, một phim tài liệu được quay nói về bà ta, có tựa là Texas Gold.  Nó đạt được nhiều giải thưởng, bao gồm "phim tài liệu hay nhất" tại đại hội phim ngắn New York City.
Năm 2006, bà được vinh danh với giải thưởng Hành tinh xanh của quỹ Ethecon, cho "hơn 20 năm tranh đấu cho các vấn đề môi trường, thậm chí liều cả mạng sống của mình." 